# Газлайтинг

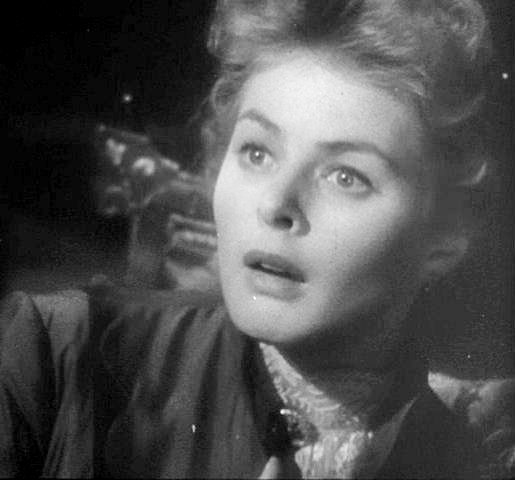
Ингрид Бергман в фильме «Газовый свет» (1944 год)

Газла́йтинг (англицизм от слова gaslighting, по названию пьесы «Газовый свет» и одноимённого фильма) — форма психологического насилия и социального паразитизма; определённые психологические манипуляции, совершаемые с целью выставить жертву «дефективной», ненормальной, либо заставить её сомневаться в адекватности своего восприятия окружающей действительности.

## Этимология
Слово «газлайтинг» восходит к названию пьесы «Газовый свет» 1938 года (в США известна как «Улица ангела»; Angel Street) и её экранизациям «Газовый свет» 1940 года и «Газовый свет» 1944 года, где смоделирована устойчивая психологическая манипуляция, применяемая главным героем по отношению к своей жертве: муж молодой женщины переставляет в доме мелкие предметы и прячет вещи, чтобы создать у жены впечатление, будто она теряет память и рассудок. Название фильма указывает на светильный газ, использовавшийся в домах в викторианскую эпоху. Героиня замечает, что вечерами свет в доме слегка меркнет, в то время как муж настойчиво повторяет, что ей это только кажется. Но освещение действительно меняется из-за того, что муж включает газовый свет в другой части дома, где ищет спрятанные драгоценности.
Само понятие «газлайтинг» было введено в оборот в 1960-е годы для обозначения психологических манипуляций, осуществляемых с целью посеять в жертве сомнение в объективном восприятии ею действительности. В 1980 году американская феминистка и социальный работник Флоренс Раш в книге «Строжайшая тайна: сексуальное насилие над детьми» (англ. The Best-kept Secret: Sexual Abuse of Children), посвящённой теме сексуального насилия над детьми, обобщила выводы относительно психологических манипуляций, представленных в версии фильма Джорджа Кьюкора 1944 года, отметив, что «даже сегодня слово [газлайтинг] используется для описания чьей-либо попытки разрушить представление кого-либо о реальности».

## Черты газлайтинга
В газлайтинге задействованы как минимум два лица: психический насильник, или преследователь, и потерпевший. Газлайтинг может быть сознательным или бессознательным и осуществляется тайно, так что осуществляемое эмоциональное насилие не является явным.
Инициатор газлайтинга:
- заставляет свою жертву усомниться в своей памяти;
- вынуждает задуматься о своей эмоциональной стабильности и адекватности;
- преподносит жертву как глупого, умственно немощного человека;
- подчёркивает мнимую возрастную, гендерную и физиологическую некомпетентность;
- отрицает чувства и факты, имеющие важность для жертвы.

## В культуре
- Рассказ Роберта Шекли «Страх в ночи»;
- Пьеса Газовый свет[англ.];
- Фильм «Газовый свет» 1944 года.
- Фильм "Бабочки" (The Clouded Yellow), 1950 года

## Клинические примеры
К газлайтингу часто прибегают социопаты и нарциссические личности. Первые последовательно переступают через принятые в обществе нормы, ломают правила и пользуются другими людьми, но умеют убедительно лгать и очаровывать, последовательно отрицают свои проступки. Поэтому тот, кто был виктимизирован социопатом, может сомневаться в своём восприятии действительности.
Некоторые супруги, практикующие физическое насилие по отношению к партнёру, после насильственных действий могут прибегать к газлайтингу, решительно отрицая, что проявляли жестокость.
Газлайтинг может проявляться между родителем и ребёнком, когда родитель лжёт ребёнку, пытаясь исказить его восприятие мира.
Газлайтинг может иметь место, когда речь идёт о супружеской неверности: «Терапевты могут усугубить страдания жертвы посредством неверного определения женских реакций. […] Газлайтинговое поведение супруга может повлечь за собой нервный срыв у некоторых женщин [и] самоубийство при худшем развитии событий».
Отношения газлайтинга могут возникать между психотерапевтом (или психиатром) и пациентом. В этом случае врач выступает для проходящего лечение человека в роли «всеведущего ума» (то есть эксперта). Вполне возможно, что это обернётся конфликтом, когда пациент будет не в состоянии осознать свои внутренние переживания иначе как посредством толкований, преподносимых врачом, а это, в свою очередь, может привести к тому, что пациент впадёт в состояние сомнения и скептицизма в собственных оценках и восприятии окружающего мира. Отношения газлайтинга возможны между и пациентами и сотрудниками психиатрических стационаров.